# Werbljud-Insel
Die Werbljud-Insel (russisch Купол Верблюд Kupol Werbljud, deutsch ‚Kamelhöcker‘) ist eine vereiste Insel vor der Küste des ostantarktischen Königin-Maud-Lands. Sie liegt in der Leningradskiy Bay am Ostrand des Lasarew-Schelfeises. Die Insel erhebt sich etwa 200 Meter über das Niveau des Schelfeises, das sie vollständig einschließt.
Kartografiert und nach ihrer Form deskriptiv benannt wurde sie 1961 von einer sowjetischen Antarktisexpedition.